# Radiowelle

Beispiel technischer Nutzung von Radiowellen: ein niederfrequentes Nutzsignal (oben) wird auf eine Radiowelle amplituden- (Mitte) oder frequenzmoduliert (unten)

Radiowellen, auch Funkwellen, oder Hertzsche Wellen sind in Artikel 1.15 der Vollzugsordnung für den Funkdienst (VO Funk) der Internationalen Fernmeldeunion (ITU) als „elektromagnetische Wellen definiert, deren Frequenzen vereinbarungsgemäß unterhalb 3000 GHz liegen, und die sich ohne künstliche Führung im freien Raum ausbreiten.“
Dies umfasst zum einen die für den Rundfunk verwendeten Frequenzbereiche Langwelle (ab 30 kHz), Mittelwelle, Kurzwelle und Ultrakurzwelle (bis 300 MHz). Die Definition der VO-Funk schließt darüber hinaus aber auch zu kürzeren Wellenlängen hin die Radar- und Mikrowellen-Bereiche ein.
Radiowellen können natürlichen oder technischen Ursprungs sein. Ihre Frequenz liegt weit außerhalb des Bereichs, in dem das Auge empfindlich ist. Sie sind daher unsichtbar.

## Geschichte
Die Existenz von Radiowellen wurde 1867 aus theoretischen Überlegungen heraus von James Clerk Maxwell vorhergesagt. 1886 wurden sie von Heinrich Hertz experimentell nachgewiesen. Siehe hierzu auch Hertzscher Oszillator. Er erzeugte mittels Funkenstrecken und Dipolantennen Funkwellen mit Wellenlängen im Meter- und Zentimeterbereich und belegte grundlegende Eigenschaften wie Reflexion und die der Lichtgeschwindigkeit entsprechende Ausbreitungsgeschwindigkeit.
Die Bezeichnungen Funkwellen und Rundfunk gehen darauf zurück, dass erste Funk-Übertragungen mithilfe von Funkenentladungen aus Hochspannungserzeugern gemacht wurden. Siehe hierzu Knallfunkensender.
Eine spätere Entwicklung waren Maschinensender, lediglich für Langwellen geeignet, bei denen vielpolige Generatoren der Schwingungserzeugung dienten.
Valdemar Poulsen entwickelte 1903 den Lichtbogensender, mit dem ebenfalls kontinuierliche Schwingungen und Funkwellen hoher Leistung erzeugt werden konnten.
Bereits vor der Entwicklung der Elektronenröhren dienten Fritter und Kristalldetektoren zur Demodulation der von der Antenne empfangenen Wellen.
Die Elektronenröhre als Verstärkerbauteil ermöglichte den Durchbruch bei der Sende- und Empfangstechnik. Selbst erste Bauformen erlaubten Frequenzen im Megahertzbereich, die Weiterentwicklung erschloss immer höhere Funkfrequenzen und damit kürzere Wellenlängen der Nutzung.
Im Jahre 1932 entdeckte Karl Guthe Jansky mit einer drehbaren Antenne bei einer Wellenlänge von 14,6 Metern die erste außerirdische Radioquelle – das Zentrum der Milchstraße. Zuvor war es ihm bereits gelungen, die Radiowellen von Gewitterblitzen zu deren Ortung zu nutzen.

## Technische Radiowellen

Radiowellen im Wappen von Amberg/Lkr. Unterallgäu

Die technisch genutzten Frequenzen des elektromagnetischen Spektrums reichen von Längstwellen bis zur Terahertzstrahlung. Deren technische Verwendung ist in international vereinbarten Frequenzbändern geregelt.
Funk- bzw. Radiowellen werden für die leitungslose Übertragung von Sprache, Bildern und anderen Daten wie Zeitzeichen, für den Rundfunk, zur Ortung oder Geländeabtastung (Radar) und Navigation (GPS, Funkpeilung) verwendet.
Die zu übertragende Information wird bei der Nachrichtenübertragung einer Trägerfrequenz durch Modulation aufgeprägt und von der Sendeantenne als Welle abgestrahlt. In der Empfangsantenne werden durch die Radiowellen gleichartige Hochfrequenzsignale induziert, aus denen nach vorhergehender Verstärkung die Information wieder demoduliert wird. Nur wegen der Möglichkeit, ähnliche Nachrichten unabhängig voneinander mit Sendern unterschiedlicher Trägerfrequenz zu übertragen, kann man aus der großen Auswahl von gleichzeitig abgestrahlten analogen Rundfunk- und Fernsehprogrammen auswählen. Nach dem gleichen Grundprinzip ist es auch möglich, beim Telefon auf einem Draht einige hundert Telefonate oder beim Kabelfernsehen mehrere Programme gleichzeitig und ohne gegenseitige Störung zu übertragen. Die Selektion der gewünschten Frequenzen erfolgt durch Schwingkreise oder durch digitale Filterung (siehe auch Digitaler Signalprozessor, kurz DSP).
Radiowellen werden auch zur Erwärmung (z. B. Trocknung, Aushärtung, therapeutische Zwecke, wie Diathermie, oder bei Mikrowellenherden) verwendet, indem man die bei der Absorption entstehende Wärme nutzt.
Terahertzstrahlung wird ähnlich wie Röntgenstrahlung zur „Durchleuchtung“ (Erkennung ansonsten unsichtbarer Strukturen im Inneren von Körpern) benutzt, ist jedoch auf nichtmetallische Körper beschränkt.

## Vorkommen in der Natur

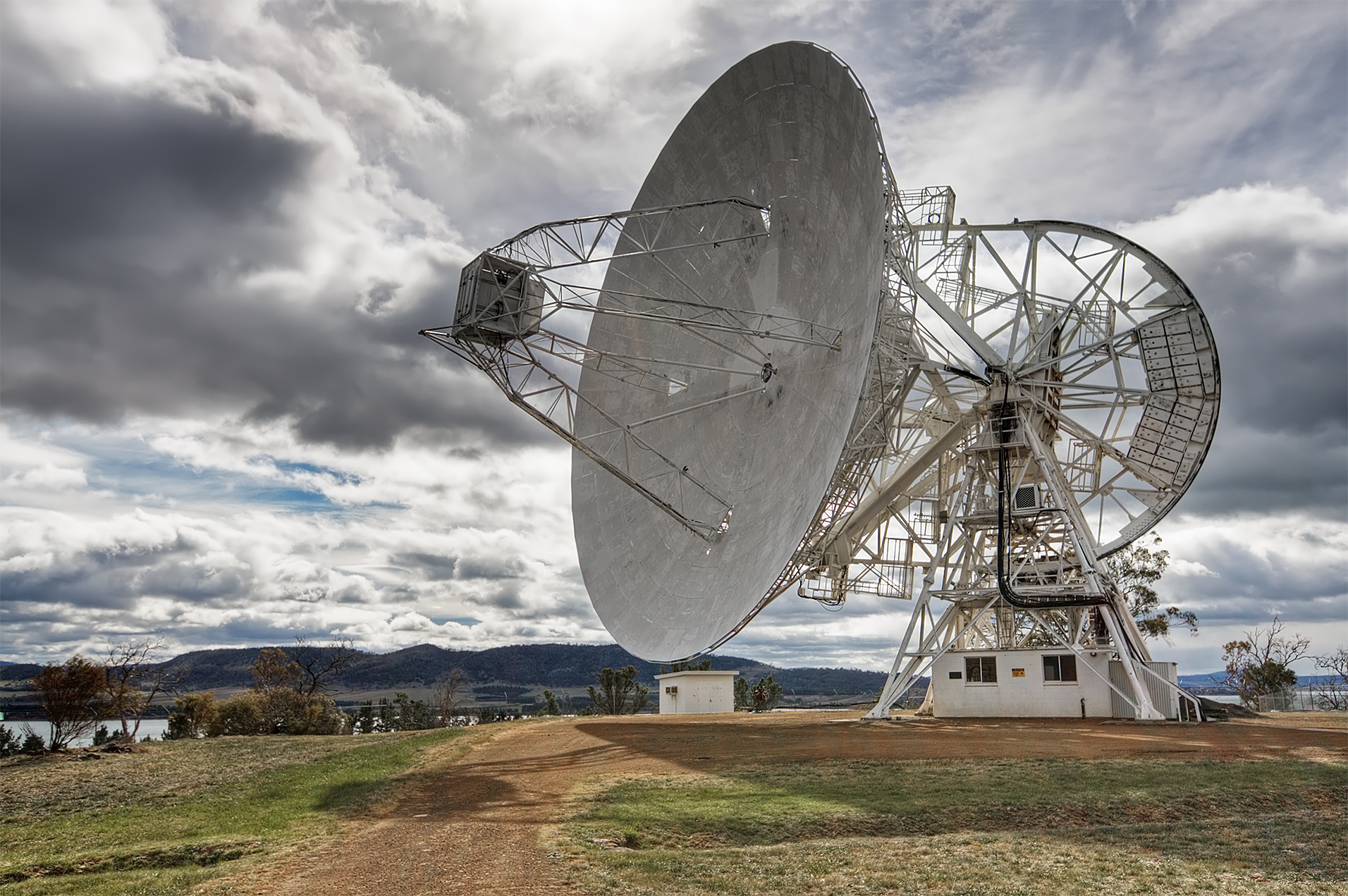
Radioteleskop

Die Erdatmosphäre ist eine Quelle von Radiowellen. Eine Ursache dafür ist die Temperatur der Atmosphäre selbst, die Radiowellen mit thermischem Spektrum verursacht. Eine weitere Quelle sind Schwingungsübergänge von Molekülen in der Luft, die z. B. thermisch oder optisch angeregt werden und unter Aussendung von Radiowellen in den Grundzustand zurückkehren, diese finden sich meistens im Mikrowellenband. So können vertikale Profile des Wasserdampfgehaltes und der Temperatur der Erdatmosphäre bestimmt werden.
Blitze erzeugen starke, transiente Radiowellen, die man zu ihrer Ortung nutzen kann. Sie sind eine Ursache von Sferics. Alle diese Radiowellen fasst man als atmosphärische Störungen zusammen. Sie tragen zum elektromagnetischen Rauschen von Empfängern bei.
Viele Himmelskörper senden als Radioquellen  Radiowellen aus, diese sind der Forschungsgegenstand der Radioastronomie. Die Sonne ist von der Erde aus die stärkste extraterrestrische Radioquelle; thermische und nichtthermische Radioemissionen der Planeten werden ebenfalls untersucht, z. B. die elektromagnetischen Stürme des Jupiters. Die Strahlung des freien Wasserstoffs in der Milchstraße bei einer Wellenlänge von 21 cm gibt u. a. Aufschluss über die Struktur der galaktischen Spiralarme. Andere bedeutende außerirdische Radioquellen sind beispielsweise die kosmische Hintergrundstrahlung, Supernovaüberreste und Pulsare, Quasare, Radiogalaxien und aktive Galaxienkerne.